# Microbotryum perfoliatae
Microbotryum perfoliatae är en svampart som beskrevs av Vánky 1998. Microbotryum perfoliatae ingår i släktet Microbotryum och familjen Microbotryaceae.   Inga underarter finns listade i Catalogue of Life.